# کتاب دست‌دوم

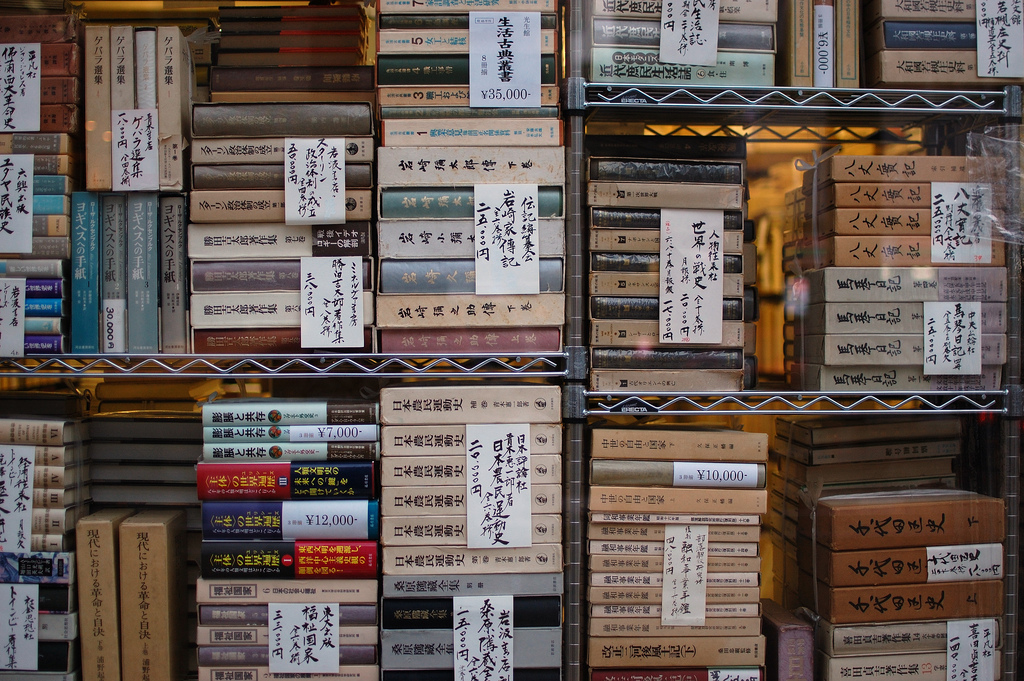
کتاب‌های دست‌دوم

کتاب دست‌دوم (انگلیسی: second hand book)، کتاب استفاده‌شده یا مستعمل، کتابی است که مالک آن، شخص یا کتابخانه‌ای غیر از ناشر اصلی یا کتاب‌فروش باشد. کتاب در صورتیکه به منظور مطالعه از فروشگاه کتاب یا انتشارات خارج شده باشد و وارد کتابخانه شخصی یا عمومی قرار گرفته باشد حتی اگر هنوز مطالعه نشده باشد کتاب دست دوم محسوب می‌شود.